# Gestapo
Gestapo (tyskt uttal: [ɡeˈstaːpo]

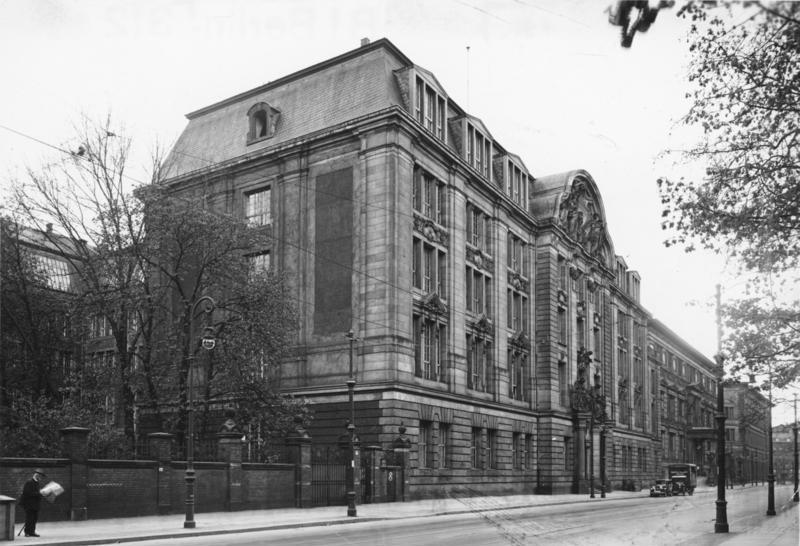
Gestapos högkvarter, Prinz-Albrecht-Straße 8, Berlin.

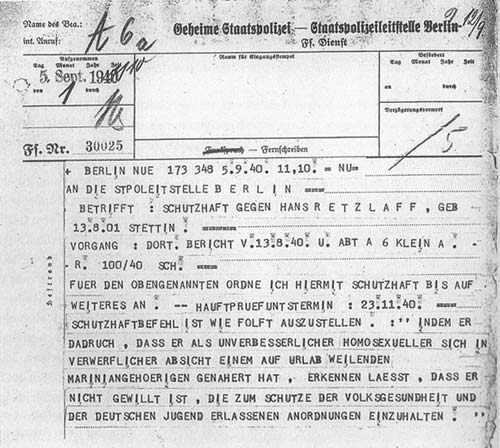
Teleprintermeddelande med order om insättande i skyddshäkte av Hans Retzlaff (1901-1940) som varande en "oförbätterlig homosexuell".

 ( lyssna); en förkortning av Geheime Staatspolizei [ɡəˈhaɪ̯me ʃtaːt͡spo.li.ˈt͡saɪ̯]
 ( lyssna)) var den statliga hemliga polisen i Nazityskland. Gestapo bildades 1933 när Geheime Staatspolizeiamt bildades och leddes från början av Rudolf Diels. I april 1934 utsågs Reinhard Heydrich till chef och 1939 efterträddes Heydrich av Heinrich Müller. Hauptamt Sicherheitspolizei var från 1936, och Reichssicherheitshauptamt från 1939, riksmyndighet för Gestapo. Vid Nürnbergprocessen (1945–1946) åtalades och fälldes den totala organisationen Gestapo för brott mot mänskligheten och dömdes som kriminell.

## Historia
Kort efter nazisternas maktövertagande i januari 1933 inrättade Hermann Göring en avdelning inom den preussiska polisen, som till en början gick under beteckningen Departement 1A. Den började sin verksamhet 23 april 1933 och var i verksamhet till andra världskrigets slut. Personal till den nya organisationen rekryterades till en början från den ordinarie polisstyrkan.
Gestapos uppgift var att "utreda och bekämpa alla tendenser, som kunde vara farliga för staten". De hade bemyndigande att utreda "förräderi, spioneri och sabotage" samt uttryck för olagliga handlingar mot "staten och partiet".
Lagen hade ändrats för att passa organisationens uppgifter, och Gestapos handlingar begränsades inte av några lagliga hinder. Nazisternas främste jurist, dr Werner Best, konstaterade "Så länge som Gestapo följer ledningens vilja handlar organisationen lagligt". Gestapo var särskilt undantaget från skyldighet att inför administrativa domstolar ansvara för sina handlingar. Dessa domstolar var annars den normala vägen för en medborgare att utkräva rätt mot statens åtgärder.
Den maktform, som Gestapo i största utsträckning öppet missbrukade, var den så kallade Schutzhaft (skyddshäkte), vilket var en eufemism för fängslande av människor utan någon som helst rättslig prövning, vanligtvis i koncentrationsläger. Den fängslade personen fick till och med själv underteckna det dokument, som innebar att man önskade bli fängslad. Den traditionella metoden för att få fram underskriften var tortyr.
Under 1934 pressades Göring av Heinrich Himmler att acceptera att kontrollen över Gestapo överfördes till SS. År 1934 blev Reinhard Heydrich chef för Gestapo. Han lär under sin tid i denna position ha skaffat sig ett eget register över de nazistiska ledarnas känsliga punkter för eventuellt framtida bruk.
Under krigsperioden växte organisationen kraftigt och bestod till slut av cirka 45 000 tjänstemän. Den bidrog starkt till att kontrollera de ockuperade områdena i Europa och till att identifiera "judar, socialister, homosexuella, romer och andra ej önskvärda".

## Organisation

### Central organisation
Gestapo lydde från 1939 under Reichssicherheitshauptamt, där Amt IV (avdelning IV) var Geheimes Staatspolizeiamt (gestapoavdelning) under SS-Brigadeführer och Generalmajor der Polizei (1940) Heinrich Müller, med SS-Oberführer och Oberst der Polizei (1943) Wilhelm Krichbaum som ställföreträdare. Avdelningen var 1943 indelad i följande byråer:

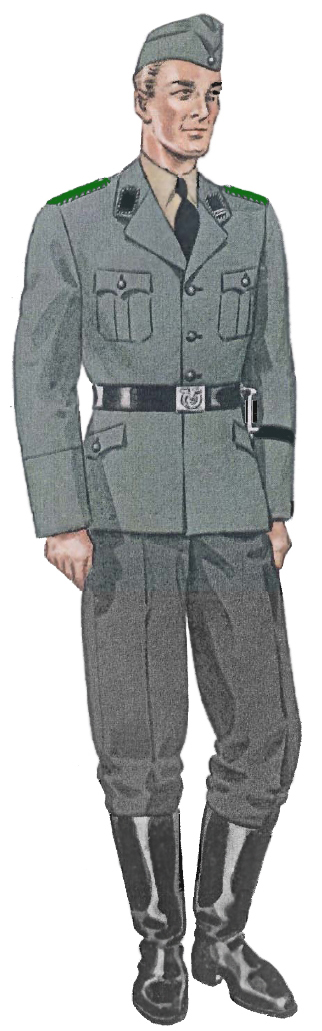
Uniformer av denna typ användes av Grenzpolizei.

| Byrå | Ansvarsområde                                            |
| ---- | -------------------------------------------------------- |
| IV A | Politiska motståndare, sabotagebekämpning, personskydd   |
| IV B | Religiösa motståndare                                    |
| IV C | Spaningsregister, Schutzhaft (se ovan), pressen, partiet |
| IV D | Ockuperade områden                                       |
| IV E | Säkerhetstjänst (obs inte SD)                            |
| IV F | Främlingspolis, visa, gränspolis                         |
| IV P | Internationella kontakter                                |

### Regional organisation
Gestapo indelades i Stapo-Leitstellen (regional huvudavdelning), varvid det vanligen i varje militärområde organiserades ett eller flera sådana Leitstellen. Vid sidan av dessa fanns även Stapo-Stellen (regional avdelning), som inte var underställda dessa Leitstellen. Både Leitstellen och Stellen var underordnade den i varje militärområde förefintliga Befehlshaber der Sipo und des SD (befälhavaren för säkerhetspolisen och säkerhetstjänsten). Under varje Leitstelle fanns ett antal Zweigstellen (lokalkontor).

### Gränspolisen
Gränspolisen var Gestapos uniformerade tjänstegren för polisiär gränskontroll. 
Gränspolisen blev 1934 underställd Gestapos regionala organisation, för att 1936 i sin helhet underordnas Geheime Staatspolizeiamt, föregångaren till RSHA, Amt IV.
Gränspolisen hade till uppgift att förhindra infiltration av antinazistiska personer och idéer som stred mot den nazistiska värdegrunden. Det skedde genom gränskontroll för att förhindra inresande av ideologiskt opålitliga personer och införsel av nyhetsmateriel, böcker etc. Gränsövervakningen skedde genom motorcykel- och cykelpatruller. Gränspolisen organiserades av SS och var uniformerad i dess uniformer, med ett ärmband med texten "Grenzpolizei". Beväpningen utgjordes av pistoler, gevär, kulsprutepistoler och kulsprutor. Gränspolisposteringar (GPP) var underställda gränspoliskommissariat (GPK), som i sin tur var underställda närmaste Gestapostelle eller direkt under ett Gestapoleitstelle. Personal från Orpo biträdde vid gränskontroll och gränsövervakning men var inte underställd Gränspolisen eller Gestapo.
Som exempel kan nämnas att GPK Bentheim hade en Kriminalkommissar som chef, en Kriminalobersekretär som ställföreträdande chef och i övrigt en personalstyrka om 34 gestapomän.

## Gestapo i Norge

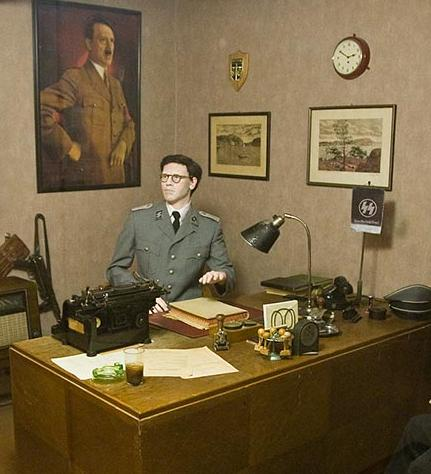
Utställning i "Skrekkens hus" i Kristiansand, som visar den lokala Gestapochefen i sitt tjänsterum.

Vid den tyska ockupationen av Norge år 1940, fick inte beteckningen Gestapo användas, då namnet hade fått en dålig klang hos norrmännen på grund av "fientlig propaganda". Sicherheitspolizei (Sipo) skulle istället nyttjas som en gemensam beteckning för Gestapo, Kripo och Sicherheitsdienst (SD).
Högste chef var Befehlshaber der Sipo und des Sicherdienstes (BdS) Norwegen. Till november 1940 var detta Franz Walther Stahlecker, därefter Heinrich Fehlis.
Under BdS Norwegen lydde sex avdelningar (som i RSHA).
- Abteilung I (Personal och organisation)
- Abteilung II (Ekonomi och administration)
- Abteilung III (Sicherheitsdienst)
- Abteilung IV (Gestapo)
- Abteilung V (Kripo - huvudsakligen avseende kriminalitet som skadade tyska intressen)
- Abteilung VI (Underrättelsetjänst riktad mot Norges grannländer.)

Den lokala organisationen var baserad på fem Einsatzkommandon i Oslo, Kristiansand, Stavanger, Bergen och Trondheim. Beteckningen Einsatzkommando upphörde att användas 1941. Istället kom de fyra tjänsteställena i Stavanger, Bergen, Trondheim och Tromsø lyda under en Kommandeur der Sipo und SD (ORTNAMN), förkortat KdS (ORTNAMN). Under dessa lydde ett antal Aussendienststellen (lokalkontor) - bland annat Kristiansand, som sedan 1941 var Aussendienststelle under KdS Stavanger.

## Personal
Kripo och Gestapo hade samma personalstruktur, utbildning och tjänstegrader. Det fanns två grundläggande polisiära befordringsgångar, dels einfacher Vollzugsdienst der Sicherheitspolizei (kriminalassistentkarriären), senare även kallad Laufbahn U 18: SS-Unterführer der Sicherheitspolizei und des SD, dels leitender Vollzugsdienst der Sicherheitspolizei (kriminalkommissariekarriären), senare även kallad Laufbahn XIV: SS-Führer der Sicherheitspolizei und des SD.

## Gestapochefernas sociologi
En socialhistorisk undersökning av cheferna för Stapo-Leitstellen och Stapo-Stellen 1938/1939 i Tyska riket, Ostmark och Böhmen-Mähren visar på en hög eller mycket hög utbildningsnivå. 95 procent hade avlagt studentexamen (framförallt i humanistiska ämnen) och 87 procent hade efter denna avlagt en juridisk examen. Detta kan jämföras med den tyska befolkningen i stort, där vid denna tidpunkt endast 5 procent hade en utbildning med studentexamen eller högre. Precis som ledningspersonalen vid RSHA kännetecknades de regionala cheferna av följande karaktäristika: De var unga; 1939 mellan 27 och 35 år gamla. De var välutbildade (se ovan). Polistjänsten var en attraktiv karriär för unga högerintellektuella som under Weimarrepubliken hade drabbats av akademikerarbetslöshet och social deklassering. Det var dock inte opportunism utan nazistisk ideologi som var deras drivkraft, vilket visas av att de flesta var medlemmar av nazistpartiet före 1933. Förutsättningarna för deras ideologiska engagemang kan beskrivas som uppväxtår under första världskriget, en biologiserad samhällssyn och tankens och handlingens enhet.

## Chefer för Gestapo
- Rudolf Diels: 1933–1934
- Reinhard Heydrich: 1934–1939
- Heinrich Müller: 1939–1945